# Crime glacé ou Ice Crime
Crime glacé ou Ice Crime est un épisode de la série de bande dessinée Iznogoud, scénarisé par René Goscinny et illustré par Jean Tabary.

## Résumé
À Bagdad, il fait chaud, si chaud qu’il faut aller chercher de la glace au sommet des montagnes. Pour rafraîchir leurs clients, les commerçants servent des « tièdes », à défaut de glaces. Bref, tous les habitants de la région sont privés de glace. Tous ? Non ! Il existe un établissement tenu par Razade, une femme du pays qui, « voilée comme le veut la coutume », sert des boissons fraîches.
Intrigué par ce prodige, Iznogoud lui demande comment elle fait pour servir des boissons aussi fraîches. Razade lui dévoile alors son secret : quand elle enlève son voile, tous ceux qui croisent son regard sont immédiatement emprisonnés dans un bloc de glace ; ils rafraîchissent ainsi les bouteilles. Exigeant une preuve, Iznogoud désigne son fidèle homme de main Dilat Laraht comme cobaye... et ça marche.
Le méchant vizir propose alors à Razade de venir tout de suite au palais du calife afin de le glacer d’horreur, moyennant la somme de 3,259 piastres. Sans le faire exprès, la femme glace sur place plusieurs personnes du palais : elle se mouche devant le garde, mange un sofa devant un serviteur, fait la bise à un chat, et se fait enfin examiner la langue par le médecin du calife. Pendant ce temps, elle refuse de glacer le calife à plusieurs reprises : quand il prend son bain, souffre de brûlures d’estomac et pleure, car le glaçage le tuerait.
Quand le moment vient enfin, elle se dévoile devant lui, mais il dort à poings fermés. Elle se tourne alors vers Iznogoud pour le lui expliquer, mais elle a oublié de remettre son voile... Le vizir se trouve glacé à son tour.
Le dessinateur lui-même est victime du maléfice : quand le scénariste arrive chez lui chercher les pages de dessin, la victime lui réserve un « accueil vraiment glacial »...

## Personnages présents ou cités

### Personnages récurrents de la série (par ordre d'apparition)
- Razade
- Dilat Laraht
- Iznogoud
- Haroun El Poussah

### Personnages inédits
- Abdoul, le neveu d'un chamelier.

## Jeux de mots et calembours
- planche 1, case 2 : "je névé pas continuer à faire ça longtemps."
- planche 1, case 3 : "si tu veux être chamelier, il faut bosser." ; "Le petit, c'est son névé."
- planche 1, case 7 : "elle ne ferme jamais avant névé du soir."
- planche 1, case 8 : "je névé pas le savoir !"
- planche 2, case 2 : "Tout ça me laisse froid."
- planche 2, case 3 : "La seule chose qui me réchaufferait le cœur"
- planche 2, case 10 : "Elle va te dévoiler son secret."
- planche 3, case 8 : "3.259 piastres pour jeter un froid, c'est cher !"
- planche 4, case 9 : "J'adore les sofas !" (en note : sofas = canapés orientaux)
- planche 5, case 5 : "J'adore les chats, j'ai voulu lui faire la bise, et quand la bise fut venue..."[1]
- planche 5, case 8 : "je veux vous présenter quelqu'un dont la présence est rafraîchissante."
- planche 7, case 1 : "Ce n'est pas parce qu'il y a un froid entre nous qu'on va se bouder, quand même !"
- planche 7, case 5 : "ne perdons pas notre sang-froid, ou tout est perdu !"
- planche 7, case 7 : "j'ai déjà pour elle des sentiments chaleureux."
- planche 7, case 9 : "je te promets que ça va chauffer ici"
- planche 8, case 11 : "il nous a réservé un accueil vraiment glacial"

## Publications
- Record n° 70 d'octobre 1967.
- Une Carotte pour Iznogoud, éd. Dargaud, 1971.